# غردينية إكسورية الأوراق
غردينية إكسورية الأوراق (الاسم العلمي:Gardenia ixorifolia) هي نوع من النباتات يتبع جنس الغاردينيا من الفصيلة الفوية.